# Moisés García Fernández
Moisés García Fernández, més conegut com a Arteaga (Cadis, 1 de juny de 1969) és un exfutbolista andalús, que jugava com a migcampista.

## Trajectòria
Arteaga va començar a destacar a les categories inferiors del Cadis CF. Mentre encara estava al Cádiz B va debutar en primera divisió de la mà de Ramón Blanco, en un partit contra el Múrcia de la 88/89, tot i que tan sols va estar sobre el camp 9 minuts. A l'any següent seguria combinant les seues aportacions entre el filial i el primer equip, per esclatar la temporada 90/91, en la qual va jugar 30 partits i va marcar 3 gols a la màxima divisió.
Titular en el Cadis, va deixar l'equip andalús després del descens de categoria de la temporada 92/93. Va recalar al RCD Espanyol, que militava a la Segona divisió. Justament, en eixa 93/94 va aconseguir l'ascens, amb Arteaga present en 28 partits.
De nou a primera divisió, el gadità va esdevindre un símbol de l'Espanyol durant la segona meitat dels 90 i la primera dels 2000. Va estar en l'equip perico fins a la temporada 02/03, tret d'una breu estada al Rayo Vallecano la temporada 01/02. Va guanyar la Copa del Rei del 2000 i va ser un fix a l'onze barceloní, tret dels dos darrers anys, que va passar a la suplència.
Després de deixar l'Espanyol a l'estiu del 2003, i després de descartar la seua tornada al Cadis, va recalar en un Tercera andalús, el Chiclana, on va jugar fins a la seua retirada dels camps de joc. Amb tot, Arteaga compta amb 327 partits i 37 gols en primera divisió.

## Palmarès
- 1 Copa del rei (2000) amb el RCD Espanyol
- 1 Campionat de Segona Divisió (1994) amb el RCD Espanyol